# Alurnus ornatus
Alurnus ornatus es un coleóptero de la familia Chrysomelidae. Fue descrita en 1869 por Baly.
Se alimenta de especies de Chamaedorea (Arecaceae). Se encuentra en Colombia, Costa Rica, Nicaragua y Panamá.